# 3 Armia Rosyjska w Polsce
3 Armia Rosyjska (ros. 3-я Русская Армия) – związek operacyjny białych w Polsce podczas wojny z bolszewikami i wojny domowej w Rosji.

## Historia
Wiosną 1920 w Paryżu zawarto umowę pomiędzy przedstawicielami białych a władzami francuskimi i polskimi o utworzeniu na terytorium Polski rosyjskiej formacji wojskowej. W rezultacie na początku czerwca doszło do rozmów pomiędzy Borisem Sawinkowem, dawniej przedstawicielem w Paryżu głównodowodzącego wojskami białych admirała Aleksandra Kołczaka a marszałkiem Józefem Piłsudskim i polskimi władzami wojskowymi.
Ofensywa Armii Czerwonej zmusiła władze polskie do przeniesienia centrum formowania do centralnej oraz południowej Polski (Kalisza i Wadowic). Większość żołnierzy tworzonej formacji pochodziła z oddziałów II Korpusu Armii Ochotniczej generała Nikołaja Bredowa, internowanego w Polsce w pierwszych dniach marca 1920. 28 czerwca w ich skład weszli też żołnierze 2,5-tysięcznego oddziału dowodzonego przez generała lejtnanta Aleksieja von der Pahlena, walczącego wcześniej na pograniczu łotewsko-rosyjskim. Ponadto prowadzono akcję werbunkową w obozach jenieckich. Oddziały rosyjskie miały być zorganizowane według modelu zatwierdzonego 5 lipca 1920. Etat przewidywał utworzenie formacji wojskowej złożonej z trzech 3-batalionowych pułków piechoty, 4-szwadronowego pułku kawalerii, 3-bateryjnego dywizjonu artylerii, batalionu technicznego i służb w łącznej sile około 5 tysięcy ludzi. 
Na czele formowanego związku operacyjnego miał stanąć generał lejtnant Jakow Józefowicz, zastępując dotychczasowego organizatora generała lejtnanta P. S. Marchowa. Jednakże nowym dowódcą został ostatecznie generał lejtnant Piotr Głazenap, służący wcześniej w Armii Północno-Zachodniej generała Nikołaja Judenicza. Zresztą większość kadry oficerskiej pochodziła z tej armii. Pod koniec sierpnia 1920 generał Głazenap został odwołany przez Sawinkowa z powodu odmowy skierowania swojej armii na front, motywowanej brakami w sprzęcie i trwającym jeszcze procesem organizacyjnym. Konflikt wynikał też z niewyjaśnionej sytuacji stosunku Sawinkowa do nowego głównodowodzącego wojsk białych generała Piotra Wrangla. Dopiero podporządkowanie się 21 września 1920 Sawinkowa generałowi Wranglowi pozwoliło zażegnać ten konflikt. Nowym dowódcą 28 sierpnia został mianowany generał Lew Boboszko, zaś 26 września generał major Boris Piermikin, nominowany już przez generała Wrangla. 
28 września 1920 formowany związek operacyjny otrzymał oficjalną nazwę 3 Armii Rosyjskiej (1 i 2 Armie działały w Rosji). Miała ona składać się z oddziałów piechoty, kawalerii i artylerii w sile około 24 tysięcy ludzi. Tymczasem organizacja armii przebiegała z ciągłymi problemami. Stan liczebny i organizacyjny poszczególnych jednostek wojskowych nie wypełniał ustalonych etatów. Pułki piechoty zamiast trzech batalionów miały tylko po dwa; trzecie bataliony miały zostać sformowane w strefie przyfrontowej w miarę napływu ochotników i uzbrojenia, a ich stany liczebne osiągały co najwyżej siłę batalionu piechoty Wojska Polskiego. W połowie sierpnia 1920 w skład formowanego związku operacyjnego wchodziły:
- dowództwo (97 żołnierzy),
- 1 Pułk Piechoty (504),
- 2 Pułk Piechoty (336),
- 3 Pułk Piechoty (289),
- 1 Doński Pułk Kawalerii (348),
- Orenburski Pułk Kawalerii (482),
- Kaukaski (Kozacki) Pułk Kawalerii (374),
- dywizjon artylerii lekkiej (394),
- komendantura (204),
- szkoła karabinów maszynowych (32),
- batalion techniczny – saperzy i łączność (251).

Ogółem było to nieco ponad 3,3 tysięcy żołnierzy.
W kolejnych miesiącach przewidywano utworzenie drugiego oddziału piechoty. Ujednolicono jednocześnie skład obu oddziałów. Od tej pory każdy z nich miał po trzy pułki piechoty, dwa pułki kawalerii, dywizjon artylerii i oddział techniczny. Dowódcą 1 Oddziału został generał major Boboszko, 2 Oddziału – generał lejtnant von der Pahlen, zaś oddziału kawalerii generał major Walerian Trusow. 

### Ordre de Bataille (1920)
Na przełomie września i października 1920 Ordre de Bataille 3 Armii wyglądało następująco:
- 1 Dywizja Piechoty – d-ca generał major Lew Boboszko,
  - 1 Pułk Piechoty – d-ca pułkownik Prokofij Rogozinski,
  - 2 Pułk Piechoty – d-ca pułkownik Adolf Saulewicz,
  - 3 Pułk Piechoty – d-ca pułkownik Wsiewołod Zajcew,
  - 1 Pułk Artylerii – d-ca pułkownik Krasowicki,
- 2 Dywizja Piechoty – d-ca generał lejtnant Aleksiej von der Pahlen
  - 5 Pułk Piechoty – d-ca pułkownik Nikołaj Dżawrow,
  - 6 Pułk Piechoty – d-ca pułkownik Nikołaj Rossinski,
  - 7 Pułk Piechoty – d-ca pułkownik Ingern,
  - 2 Pułk Artylerii – d-ca pułkownik Gieorgij Buszen,
- Mieszana Kozacka Dywizja Kawalerii – d-ca generał major Walerian Trusow,
  - I Brygada Kawalerii – d-ca pułkownik Niemcow,
  - II Brygada Kawalerii – d-ca pułkownik Siergiej de Manjan.

Jednostki te liczyły zaledwie ponad 8,5 tysięcy ludzi.
Dowództwu 3 Armii zostały też formalnie podporządkowane trzy kozackie jednostki kawalerii: Samodzielny Pułk Doński esauła Michaiła Frołowa, Samodzielna Dońska Brygada Kozacka esauła Aleksandra Salnikowa i Wolna Dywizja Kozacka esauła Wadima Jakowlewa. W rzeczywistości jedynie Samodzielna Brygada Dońska esauła Salnikowa wchodziła w skład armii, zaś dwie pozostałe jednostki związały się z Armią Czynną Ukraińskiej Republiki Ludowej.

### Działania w 1920 roku
Na początku października 1920 generał Boboszko zgłosił gotowość swojej dywizji do wyruszenia na front. 1 Dywizja Piechoty została skierowana do Bielska, gdzie weszła w skład polskiej 4 Armii. Wkrótce wyruszyły pozostałe jednostki 3 Armii. Jednakże nie zdążyły wziąć udziału w walkach z wojskami bolszewickimi z powodu ogłoszenia zawieszenia broni. W wyniku rozmów z bolszewikami Polacy zobowiązali się albo do rozbrojenia i internowania wszystkich sojuszniczych formacji wojskowych, albo do wydalenia poza granice Polski. 
W takiej sytuacji na naradzie u Borisa Sawinkowa zdecydowano się przebić na południowym odcinku frontu w kierunku wojsk generała Wrangla. Po przejściu granicy 12 października w rejonie Płoskirowa doszło do ciężkich walk z oddziałami bolszewickiej 14 Armii (straty wyniosły około 1–1,5 tysiąca zabitych i rannych), w wyniku których już w nocy z 20 na 21 listopada przez Zbrucz powrócono na terytorium Polski. Żołnierze 3 Armii zostali internowani i osadzeni w obozach w Toruniu i Ostrowiu Łomżyńskim.